# Ida Klamborn
Lisa Ida Maria Klamborn, född 1986, är en svensk modeskapare som driver ett varumärke under sitt eget namn Ida Klamborn. 

## Karriär
Ida Klamborn, som är uppvuxen i Skåne, är utbildad vid Textilhögskolan i Borås och tog  masterexamen i modedesign 2013. Hennes design bottnar ofta i politiska ställningstaganden och särskilt inom kvinnofrågor vilket har gjort henne till något av en feministisk ikon i modebranschen. Hennes kläder har burits av flera kända kvinnor och uttalade feminister som Silvana Imam, Tove Styrke, Zara Larsson, Seinabo Sey och Kakan Hermansson.
Den 23 maj – 31 augusti 2014 var Ida Klamborn en av de modeskapare som lyftes fram i utställningen Svenskt mode: 2000–2015 på Sven-Harrys konstmuseum i Stockholm.
Under modeveckan i februari 2016 deltog Ida Klamborn i projektet ”Democratic Front Row” som gjordes i samarbete med Tele2 och modeveckanarrangören ASFB. Initiativet gjorde det möjligt för modeintresserade ungdomar, att genom virtual reality-kameror, följa modevisningen live.

## Utmärkelser
- H&Ms & ELLEs nykomlingsstipendium 2014[5]
- Italian Fabric Award för sin examenskollektion 2011[6]
- Nominerad till Årets Rookie av Svenska Moderådet 2013[6]
- Peroni Designer Collaborations 2014[7]